# Sepia plangon

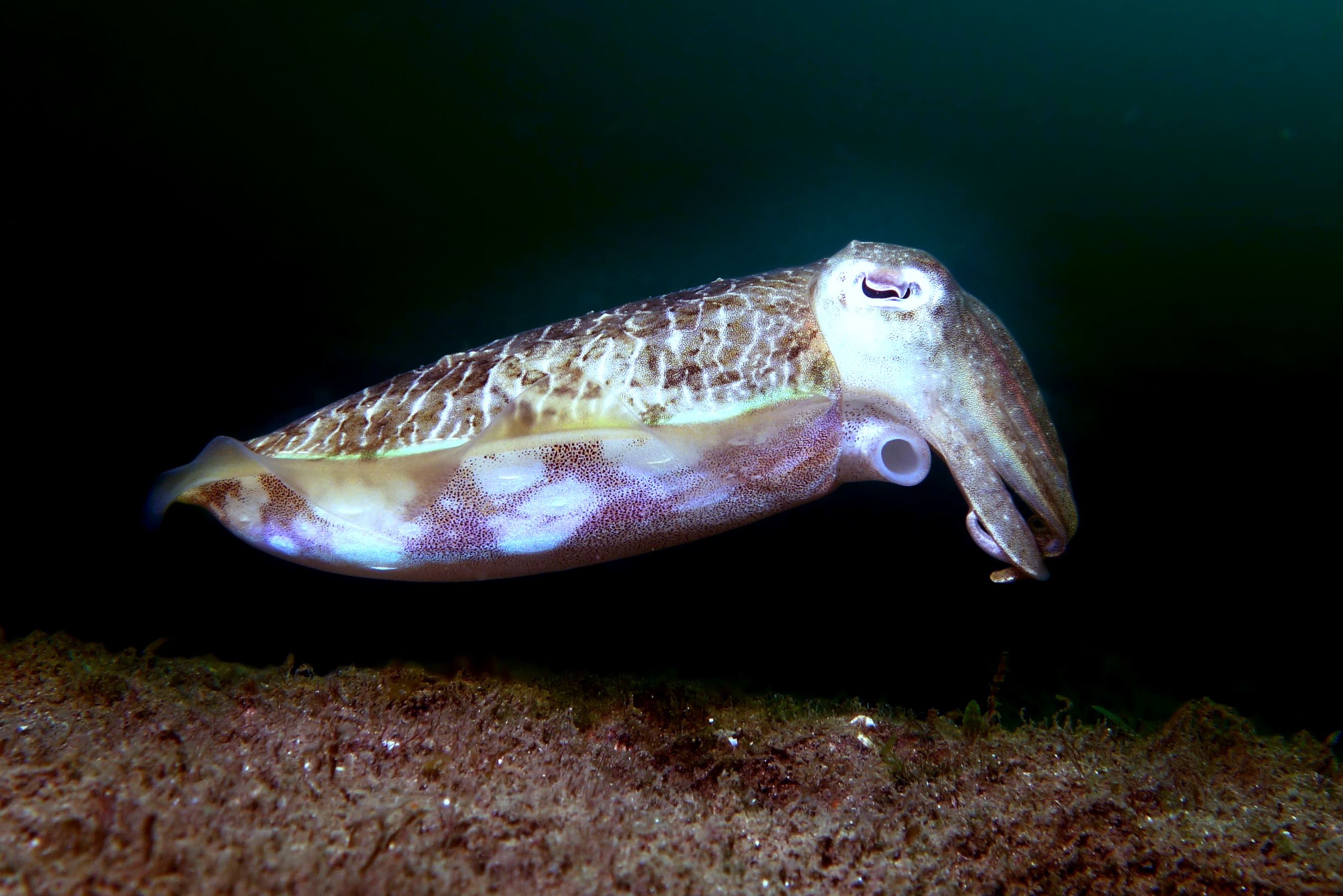
S. plangon in immersione notturna

La seppia luttuosa (Sepia plangon) è un mollusco cefalopode della famiglia Sepiidae, diffuso nelle coste dell'Australia orientale e meridionale.

## Descrizione

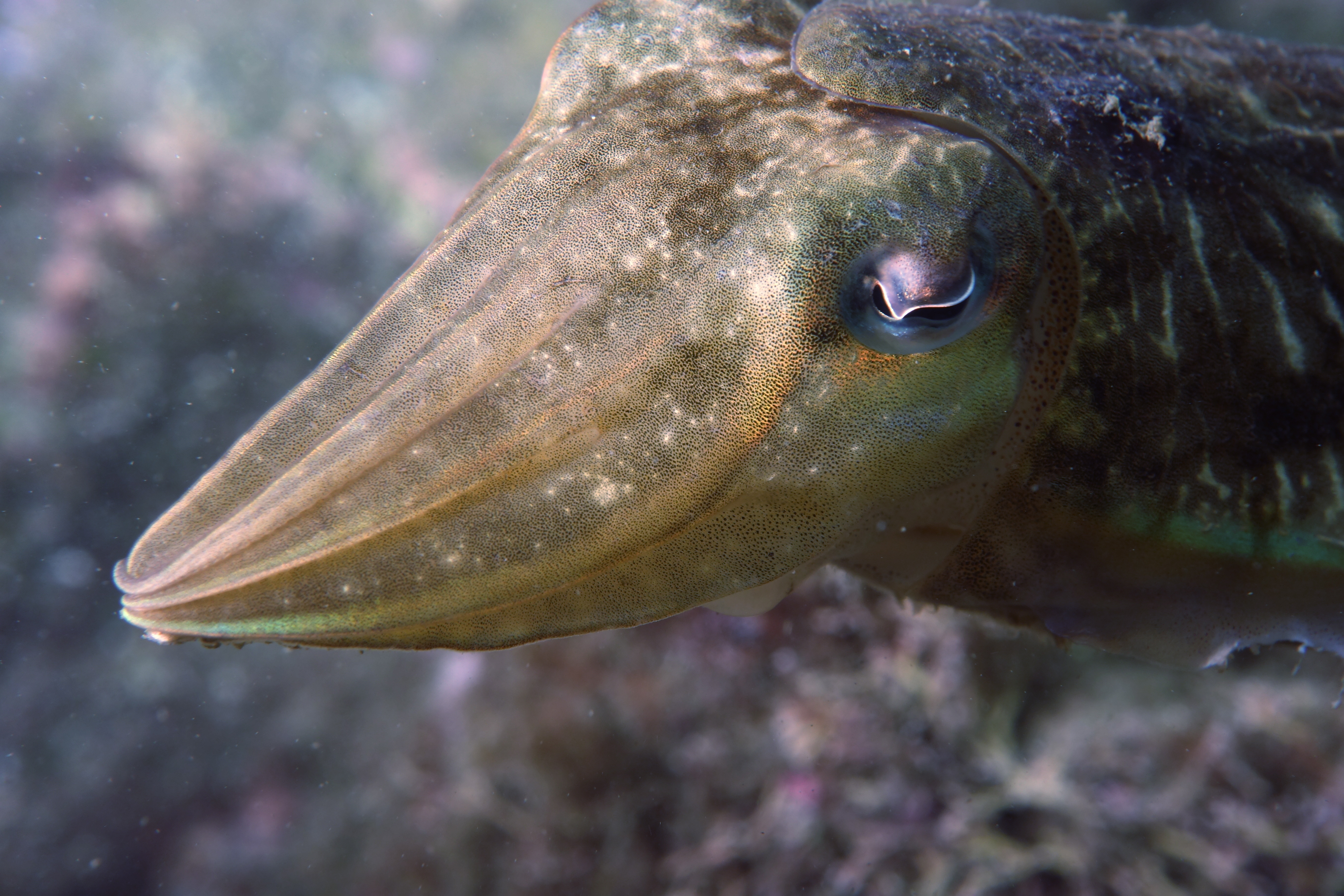
Visione ravvicinata delle braccia

S. plangon è una seppia di dimensioni medio-piccole; può raggiungere i 15 cm di lunghezza del mantello.
L'aspetto è quello comune a tutte le seppie. È dotata di un corpo allungato con mantello di forma circondato da pinne ondeggianti che si uniscono sulla punta favorendo il movimento dell'animale. Il resto del corpo è composto da due grandi occhi e otto piccole braccia che nascondono al centro un becco corneo simile a quello di un pappagallo e due tentacoli più lunghi che presentano le ventose solo all'apice e vengono estroflessi con uno scatto velocissimo per catturare le prede. Dentro il mantello, dove è presente la conchiglia interna del mollusco nota volgarmente come "osso di seppia", l'animale può riempirsi e svuotarsi d'acqua a proprio piacimento in maniera tale da cambiare livello di profondità. L'osso di seppia in questa specie è snello e di forma allungata con un profondo solco centrale sulla superficie ventrale (inferiore) e una piccola spina dorsale; l'estremità anteriore è acuminata mentre quella posteriore è arrotondata. Gli ossi di seppia di S. plangon si trovano spesso in gran numero sulle spiagge a nord e a sud di Sydney.
S. plangon ha acquisito il suo nome comune "mourning cuttlefish" a causa degli occhi, che sono spesso circondati da una sfumatura bluastra. S. plangon è una seppia dalle braccia corte con un modello di colore molto variabile. Tuttavia la sua tipica colorazione di base è con due strette bande nere sul mantello, che formano una sella, e due grandi "macchie oculari" (ocelli) verso l'estremità posteriore del mantello. Come accennato, c'è spesso una sfumatura bluastra nell'orbita dell'occhio. Quando increspa la sua pelle rendendola rugosa, sono visibili piccole papille lungo il corpo.

## Distribuzione e habitat
S. plangon si trova nella regione del Pacifico sud-occidentale, nelle acque costiere dell'Australia orientale e meridionale (dal Golfo di Carpentaria a Sydney).
S. plangon è una seppia di estuario che si trova spesso in baie e porti poco profondi a circa 3-9 m di profondità, ma è stata trovata anche a profondità maggiori, fino a 83 m. I giovani sono più comunemente visti nei letti di alghe e gli adulti vicino a scogliere rocciose e banchi di alghe kelp.

## Biologia
La seppia luttuosa si trova frequentemente appoggiata sul fondo del mare "in piedi", utilizzando i due bracci inferiori come trampoli per sollevare la testa. È anche in grado di imitare da vicino la consistenza delle alghe e di altri substrati modificando la consistenza delle papille sul suo corpo e appiattendo le sue braccia. Questa seppia è estremamente veloce a fuggire usando la propulsione a getto, e se disturbata lascia dietro di sé nuvole di inchiostro.
Durante il corteggiamento le femmine rimangono di colore chiaro, mentre i maschi mettono in mostra colori brillanti. Sulla parte superiore del corpo appaiono strisce trasversali strette, ondulate e di colore chiaro, e larghe bande verdi iridescenti lungo la base delle pinne.

### Alimentazione
Questa specie caccia di giorno piccoli pesci e crostacei.